# Mathew Nkoloma
Mathew Nkoloma è un ward dello Zambia, parte della Provincia di Copperbelt e del Distretto di Chililabombwe.